# Bostadsbristen i Sverige runt år 1900
Bostadsbristen i Sverige runt sekelskiftet 1900 har bestått under de följande hundra åren och finns fortfarande kvar. Den stora orsaken till bostadsbristen i början av 1900-talet var befolkningstillväxten under det föregående seklet, som i sin tur orsakades av olika faktorer, däribland förbättrad hygien och förbättrade levnadsvillkor samt bättre tillgång till mat. I Sverige fick industrialiseringen sitt genombrott mellan åren 1850 och 1890. Innan industrialiseringen arbetade cirka 100 000 människor i landets industrier och fabriker. År 1870 var antalet cirka 140 000 och år 1890 hade antalet industriarbetare fördubblats. Urbaniseringen under 1870-talet skapade en enorm bostadsbrist.  Många bostäder var i dåligt skick och många människor bodde trångt. De som inte kunde betala hyran blev vräkta vilket ökade antalet hemlösa.  Bostadsbristen orsakades som tidigare nämnts till stor del av industrialiseringen men även av förändring i barnafödandet. Under början av 1900-talet födde Sveriges kvinnor cirka fyra barn vardera. Barnafödandet sjönk under 1930-talet då landet hade dåliga tider. I städerna levde den växande medelklassen trångt och familjerna skaffade allt färre barn. Politikerna börjar tala om en befolkningskris. Sverige gick även under 1930-talet från att vara ett utvandringsland till att vara ett invandringsland, någonting som förändrade befolkningen och bostadssituationen. Med en stark framtidstro fortsatte familjerna att växa tillsammans med barnafödandet under 1940-talet. 

## Olika boendeformer

### Trängsel
Sverige hade bostadsnöd under en längre tid med en trångboddhet som var värre än i de flesta andra länderna i Europa. Rötterna till arbetarklassens trångboddhet låg långt bakåt i tiden. En stor orsak var industrialiseringens genombrott i Sverige 1850–1890. När allt fler människor flyttade in till städerna blev bristen på bostäder ett faktum. Samhällets insatser kring bostadsförsörjningen var så gott som obefintliga. Vanligt förekommande var att ha inneboende för att dryga ut ekonomin, vilket bidrog till trängsel. Situationer förekom då en barnfamilj tillsammans med några enskilda individer hyrde in sig hos en familj. Inneboendesystemet ansågs vara den viktigaste orsaken till trångboddheten. Den svåra bostadssituationen bekämpades inte förrän efter andra världskriget då samhället gjorde insatser för en förändring. Sveriges bostadsförsörjning och bostadsstandard räknades då till att ligga över de flesta andra länders. Kvinnor hade i högre utsträckning bostäder jämfört med män. Behovet av en egen bostad var större bland kvinnorna eftersom andra bostadsalternativ inte fanns på samma sätt som för männen. Kvinnor hade ofta barn vilket gjorde det svårare att hyra in sig hos någon annan, annorlunda var det för männen.

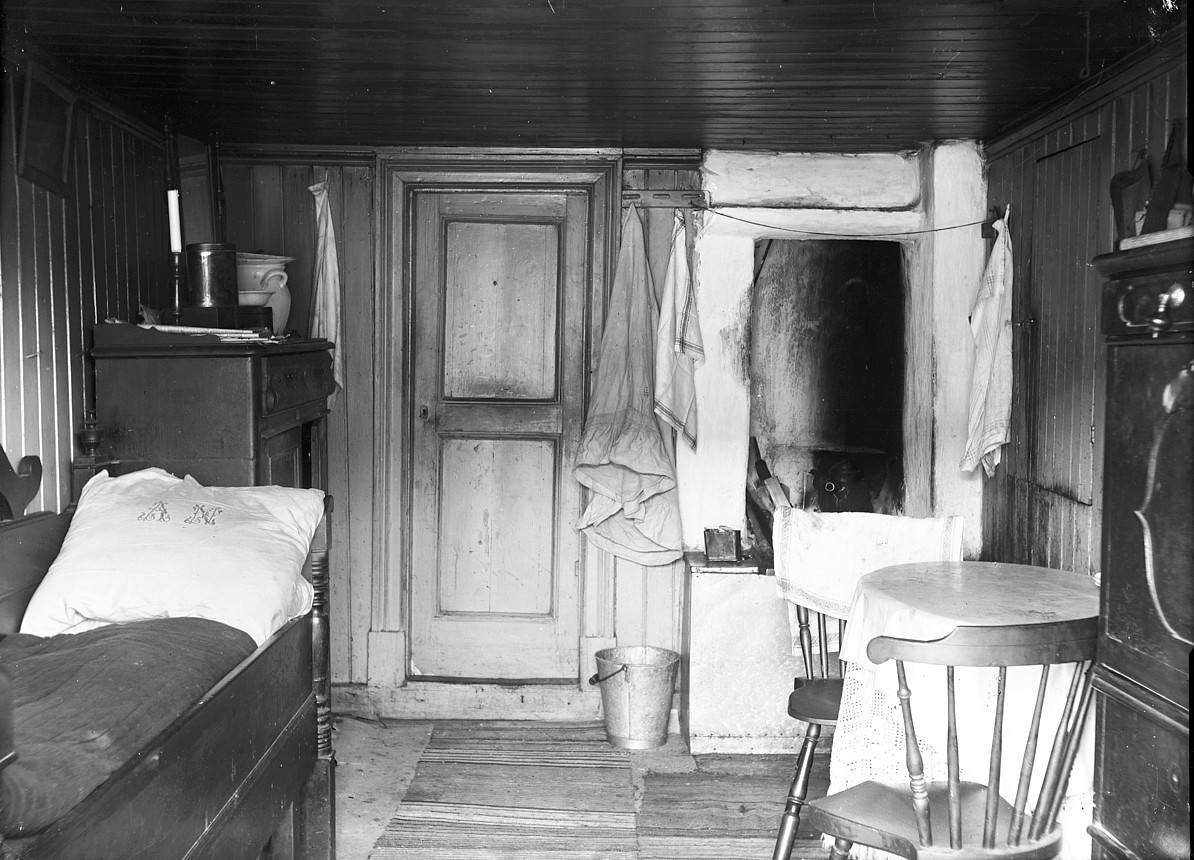
Spisrum i Sundsvall, 1888.

### Spisrum
Spisrum var enkla, små lägenheter som bestod av ett rum med kokmöjlighet, och som kunde vara hem för en stor familj. Dessa rum var del av de stora hyreshusen som byggdes i bostadsbristens storstäder, bland annat på Södermalm och i Vasastan i Stockholm. Trots de små och förhållandevis billiga lägenheterna var ekonomin för hyra och mat liten. Att ha en inneboende möjliggjorde många betalda hyror samtidigt som det genererade mer trängsel. 

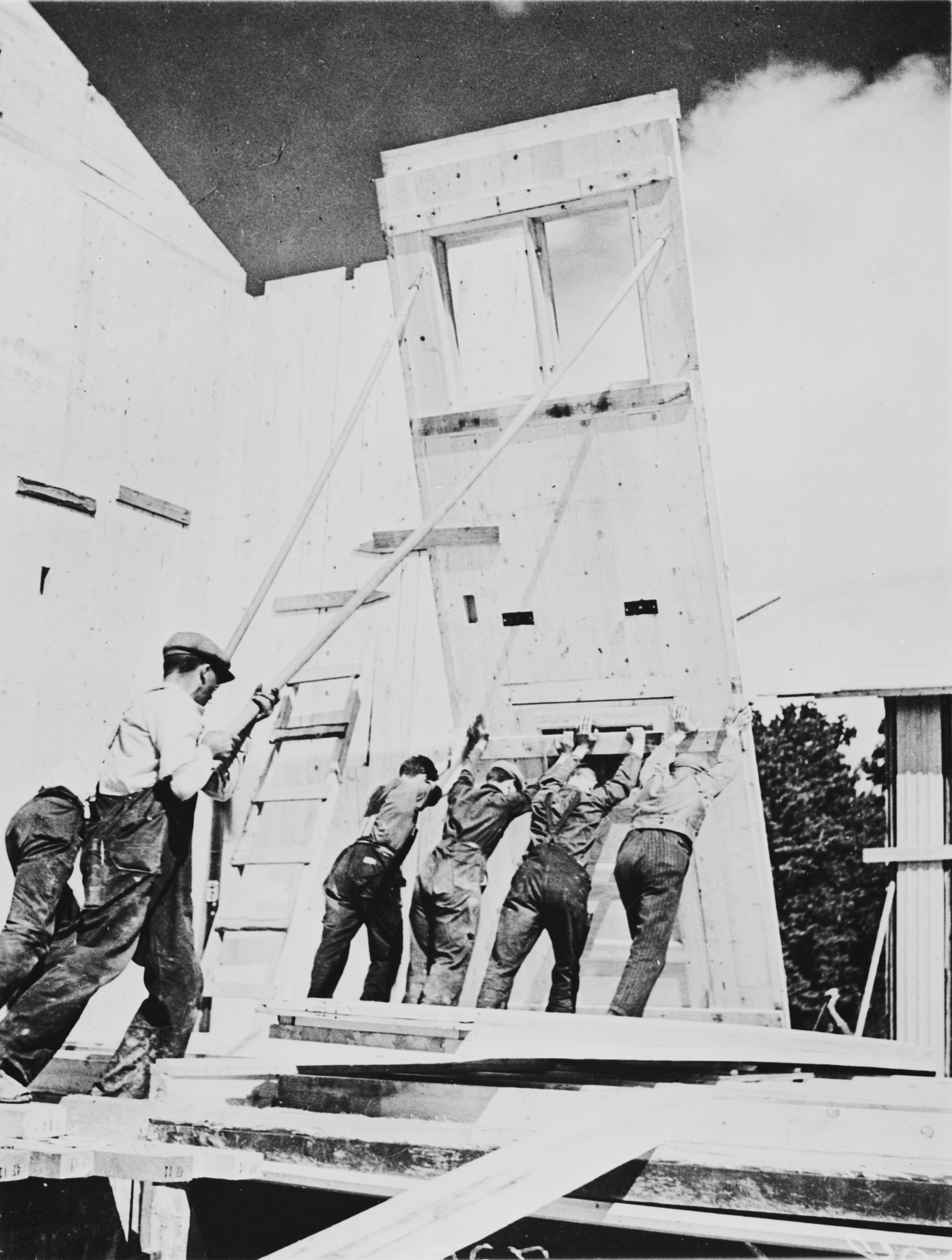
Resning av småstugor i Stockholms stad, omkring 1930.

### Nödbostäder
Sveriges nödbostäder fungerade som provisoriska lösningar till den rådande bostadsbristen. Nödbostäderna kunde vara en yta, avgränsad med draperier liksom ett bås i en gymnastiksal. 2500 nödbostäder byggdes i Stockholm åren 1917–1924. Tanken var att dessa bostäder skulle stå kvar i några år men de bevarades till stor del i upp till 50 år.

### Småstugor/Egnahemsrörelsen
Redan år 1904 köpte Stockholms stad stora markområden runt omkring Stockholm. År 1926 startades ett organiserat självbyggeri för att lösa bostadsbristen i Stockholm. Staden utlånade pengar och husägaren byggde huset själv, detta för att familjerna skulle slippa betala en kontantinsats. Bostäderna var utrustade med vatten-, gas- och avloppsledningar, centralvärmeledning och andra bekvämligheter.  Egnahemsrörelsen gick ut på att bygga små, billiga hus som folket skulle ha råd med, främst för människor med fast anställning men med låg lön. 10 procent av kostnaden betalades genom att husägaren byggde bostaden själv. Resten lånade staten ut.  Småstugebyrån, Småa, bildades 1927 vilka utvecklade bostadslösningen.

### Barnrikehus
1935 fattade riksdagen beslut om en satsning på barnrikehus vilka innehöll bostäder för mindre bemedlade arbetarfamiljer. Satsningen gjordes med syfte att förbättra bostadsstandarden i Sverige samt minska trångboddheten i de växande städerna. Barnrikehusen var den första statliga åtgärden. Fastigheterna skulle bestå av minst två rum och kök och vara ligga nära lekplatser för barn. Familjerna som flyttade in skulle ha minst fyra barn. Boendena var små men för familjer som tidigare bott i omoderna kyffen uppskattades barnrikehusen. Enligt regeringen ansågs 20 000 barnrikelägenheter vara behövliga, men inte mycket mer än hälften av dessa lägenheter byggdes. Detta berodde på restriktioner som andra världskriget medförde.

## Hemlöshet
Hemlöshet har varit ett historiskt problem, även i Stockholm, och under 1800-talet var risken stor för att bli kallad lösdrivare om man var hemlös. Att vara lösdrivare var olagligt och kunde generera dom och straff. År 1885 infördes lösdriverilagen vilket förändrade synen på de hemlösa. Dock har fördomarna för de hemlösa fortsatt varit hårda. Mellan åren 1950 och 1960 ökade Stockholms hemlösa i och med den ökade inflyttningen och det var framförallt ensamstående män som drabbades. 1955 avskaffades motboken i Sverige vilket möjliggjorde fri inköpsrätt av spritvaror. Detta ledde i sin tur till en kraftig ökning av tungt missbruk, antalet tunga missbrukare mångdubblades vilket förvärrade det rådande hemlöshetsproblemet. Synen på hemlösa var till en början mycket fördomsfull, de ansågs få skylla sig själva. Denna synen ändrades då Gunnar Inghe (socialläkare i Stockholm, professor i socialmedicin vid Karolinska Institutet) med vetenskap bevisade de hemlösas samband mellan social, psykiatrisk och medicinsk problematik.

### Asyler för husvilla
Asyler för husvilla var en förening vars styrelse skapades 1 juni 1899 med syfte att få fram bostäder för fattiga familjer utan tak över huvudet. I Stockholm fanns fyra stycken asyler, varav två för barn, en för kvinnor och en för män samt äldre pojkar. Kvinnorna utgjorde en klar majoritet bland de vuxna intagna. Anledningar var den könsstrukturerade arbetsmarknaden samt omsorgsansvaret som kvinnor till stor del har haft för barnen.  De som bodde på asylerna serverades 3 näringsrika måltider om dagen, dessa förtärdes tillsammans vid långa bord placerade i de rymliga korridorerna. Skolgången behövde inte avbrytas under asylvistelsen, barnen fick välling och en frukost att ta med sig till skolan. Föräldrarna träffade sina barn en timme om dagen. Vistelsen var beräknad till 14 dagar, men om en familj inte hunnit att få en ny bostad inom denna tid fick familjen stanna längre, om familjen inte ansetts slarva.  

### Ungkarlshotell

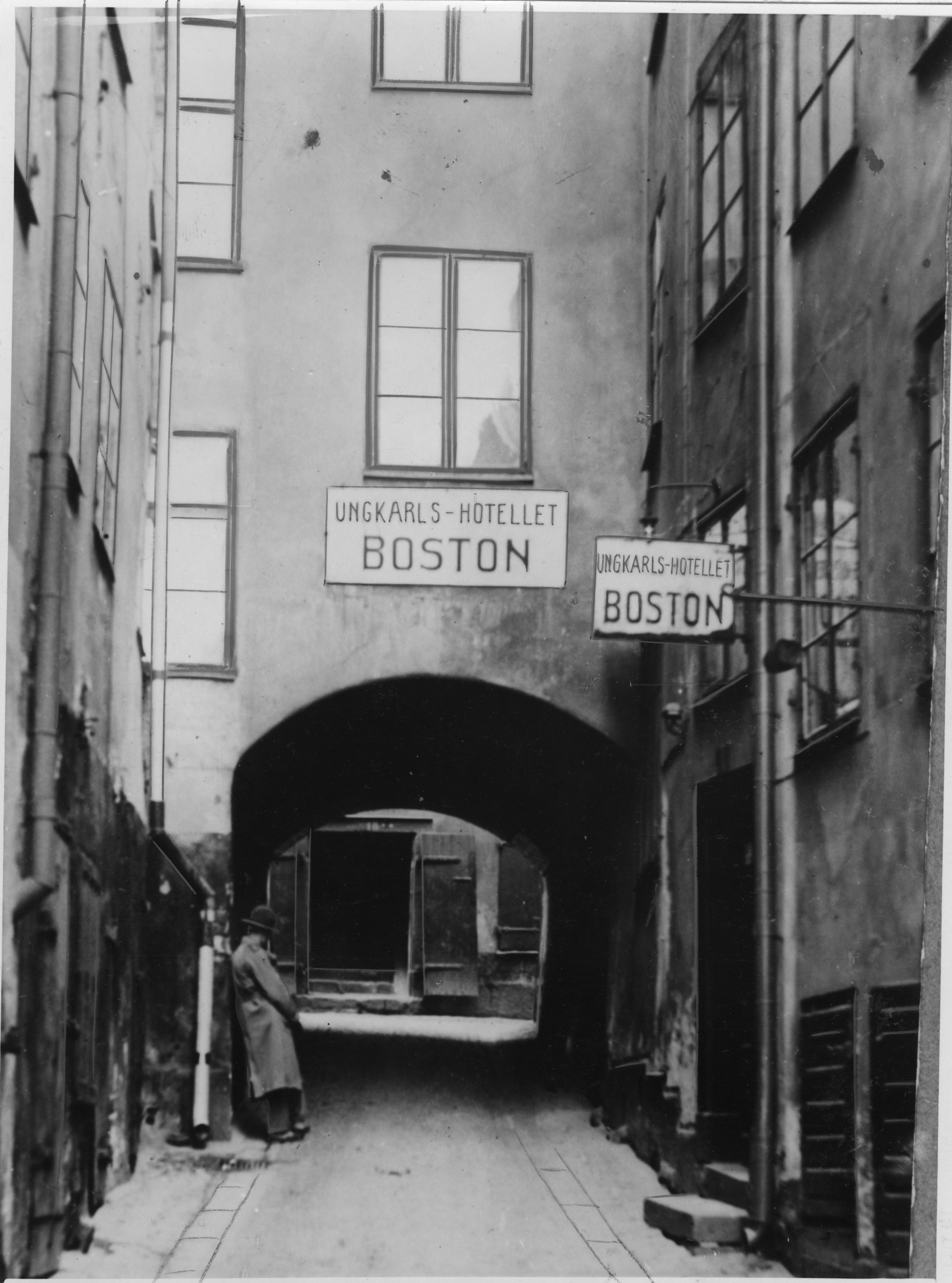
Ungkarlshotellet Boston, Gamla Stan i Stockholm.

De så kallade ungkarlshotellen uppkom med hjälp från fattigvårdsstyrelsen och syftade till att härbärgera behövande, som saknade någonstans att bo för natten. Vanligtvis fanns plats för upp till 6 personer, två barn under 12 räknades som en person. För en garanterad sovplats på ungkarlshotellet behövde personen erhålla en polett som erhölls vid anmälning hos polisen. Ett krav var att personerna skulle vara nyktra. Kostnaden var en krona natten och vid specifikt behov möjliggjordes tre nätter med gratis tak över huvudet. Standarden och reglerna skilde sig mycket beroende på var i landet dessa härbärgen låg. Nykterism var obligatoriskt. Standarden på vissa ungkarlshotell i Stockholm var mycket låg med bäddar fyllda av ohyra, löss och loppor. Exempelvis kunde 10 män ha hunnit sova i sängkläderna innan de bytts ut. Enligt rapporter från besökare, sammanställda och publicerade i Social Tidskrift, luktade lokalerna urin och tobak. Att de behövande inte hade tillgång till kroppslig rengöring resulterade i att sjukdomar enklare spreds. Det förekom situationer där alkoholiserade män med tuberkulos inte fick bo på avskild plats utan ihop med de övriga individerna.